# Nicholas Eveleigh

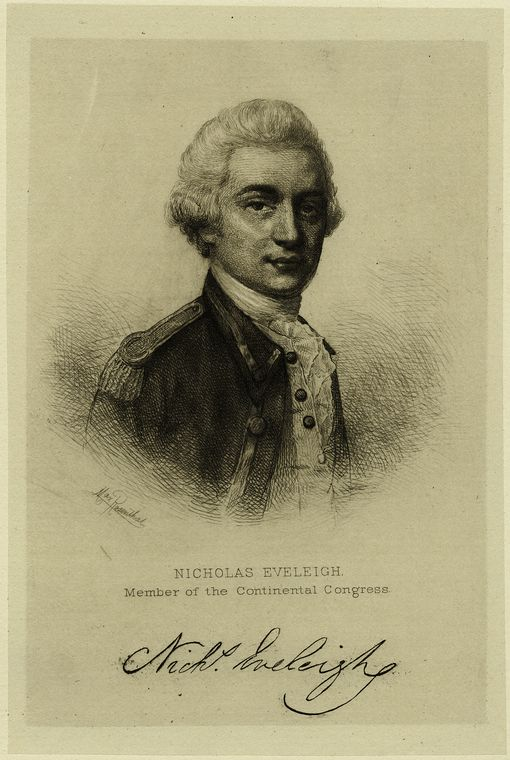
Nicholas Eveleigh

Nicholas Eveleigh (* um 1748 in Charleston, Province of South Carolina; † 16. April 1791 in Philadelphia, Pennsylvania) war ein US-amerikanischer Politiker. In den Jahren 1781 und 1782 war er Delegierter für South Carolina im Kontinentalkongress.

## Leben
Um das Jahr 1755 zog Nicholas Eveleigh mit seinen Eltern nach Bristol in England, wo er seine Schulausbildung absolvierte. Erst im Jahr 1774 kehrte er nach Charleston zurück. Er schloss sich der Revolutionsbewegung an und diente bis 1778 in der Kontinentalarmee, in der er bis zum Oberst aufstieg. Danach arbeitete er auf seiner Plantage in der Landwirtschaft. Im Jahr 1781 wurde er in das Repräsentantenhaus von South Carolina gewählt. Dieses entsandte ihn in den Kontinentalkongress, wo er zwischen 1781 und 1782 seinen Staat vertrat.  Noch im Jahr 1782 wurde er in den State Council von South Carolina gewählt, der später zum Staatssenat wurde. Im Jahr 1789 wurde er Revisor des US-Finanzministeriums, das sich damals in Philadelphia befand. Dieses Amt bekleidete er bis zu seinem Tod am 16. April 1791.